# 4029 Bridges
4029 Bridges eller 1982 KC1 är en asteroid i huvudbältet som upptäcktes den 24 maj 1982 av den amerikanska astronomen Carolyn S. Shoemaker vid Palomar-observatoriet. Den är uppkallad efter Patricia M. Bridges.
Asteroiden har en diameter på ungefär 7 kilometer.